# 가우룽통

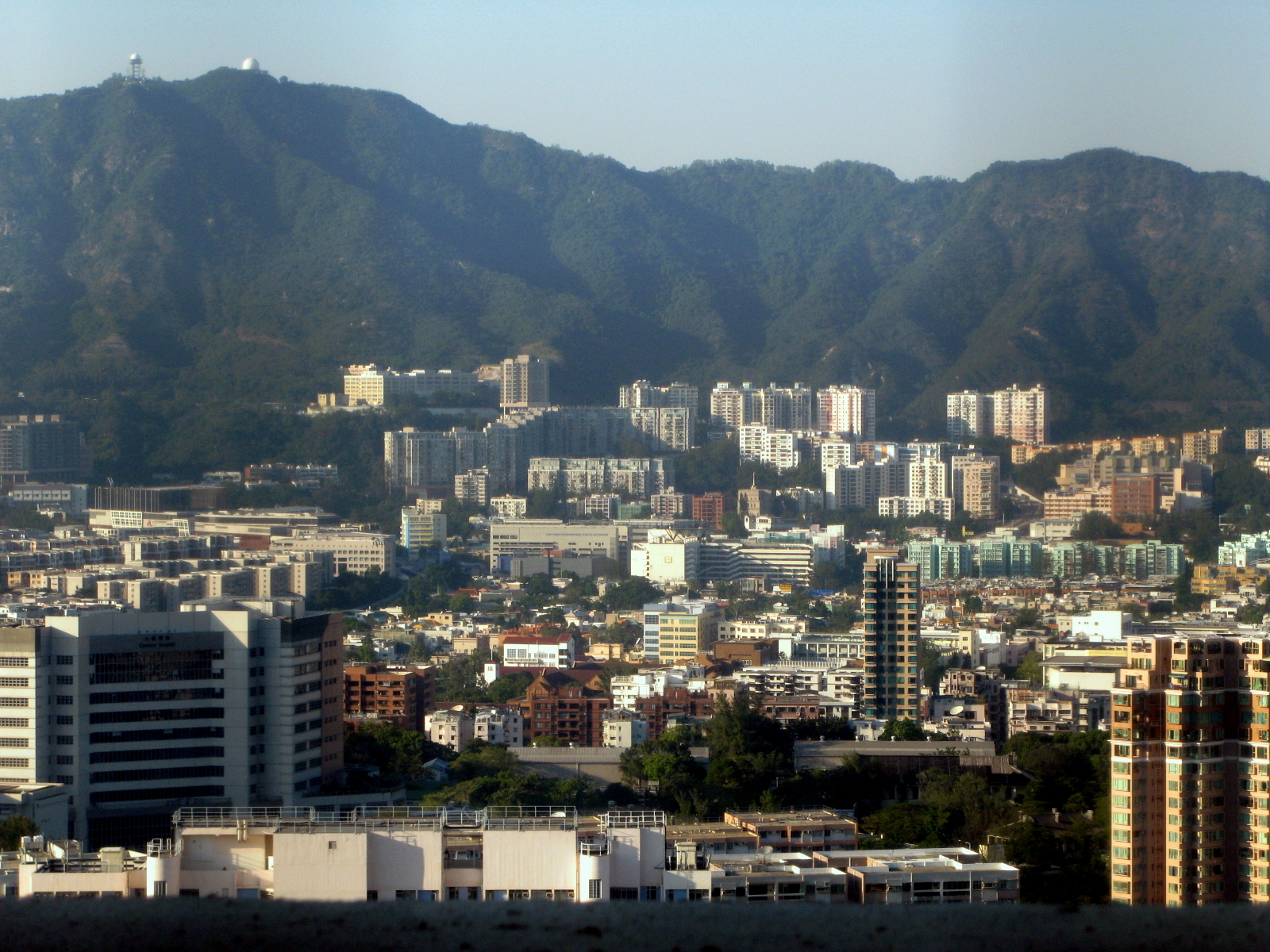
가우룽통

가우룽통(중국어 정체자: 九龍塘, 병음: Jiǔlóng Táng, 영어: Kowloon Tong)은 홍콩 가우룽 북부의 주택 지구이다.

## 같이 보기
- 홍콩의 지역 목록
- 가우룽싱
- 웡곡